# CRHR2
CRHR2 (англ. Corticotropin releasing hormone receptor 2) – білок, який кодується однойменним геном, розташованим у людей на короткому плечі 7-ї хромосоми. Довжина поліпептидного ланцюга білка становить 411 амінокислот, а молекулярна маса — 47 688.
| 10         |  | 20         |  | 30         |  | 40         |  | 50         |
| ---------- |  | ---------- |  | ---------- |  | ---------- |  | ---------- |
| MDAALLHSLL |  | EANCSLALAE |  | ELLLDGWGPP |  | LDPEGPYSYC |  | NTTLDQIGTC |
| WPRSAAGALV |  | ERPCPEYFNG |  | VKYNTTRNAY |  | RECLENGTWA |  | SKINYSQCEP |
| ILDDKQRKYD |  | LHYRIALVVN |  | YLGHCVSVAA |  | LVAAFLLFLA |  | LRSIRCLRNV |
| IHWNLITTFI |  | LRNVMWFLLQ |  | LVDHEVHESN |  | EVWCRCITTI |  | FNYFVVTNFF |
| WMFVEGCYLH |  | TAIVMTYSTE |  | RLRKCLFLFI |  | GWCIPFPIIV |  | AWAIGKLYYE |
| NEQCWFGKEP |  | GDLVDYIYQG |  | PIILVLLINF |  | VFLFNIVRIL |  | MTKLRASTTS |
| ETIQYRKAVK |  | ATLVLLPLLG |  | ITYMLFFVNP |  | GEDDLSQIMF |  | IYFNSFLQSF |
| QGFFVSVFYC |  | FFNGEVRSAV |  | RKRWHRWQDH |  | HSLRVPMARA |  | MSIPTSPTRI |
| SFHSIKQTAA |  | V          |  |            |  |            |  |            |

A: Аланін

C: Цистеїн

D: Аспарагінова кислота

E: Глутамінова кислота

F: Фенілаланін

G: Гліцин

H: Гістидин

I: Ізолейцин

K: Лізин

L: Лейцин

M: Метіонін

N: Аспарагін

P: Пролін

Q: Глутамін

R: Аргінін

S: Серин

T: Треонін

V: Валін

W: Триптофан

Кодований геном білок за функціями належить до рецепторів, g-білокспряжених рецепторів, білків внутрішньоклітинного сигналінгу. 
Задіяний у такому біологічному процесі, як альтернативний сплайсинг. 
Локалізований у клітинній мембрані, мембрані.